# Gyula Szapáry
Gyula hrabě Szapáry de Muraszombat (maďarsky Szapári de Muraszombat Gyula gróf, německy Julius Graf Szapáry de Muraszombat) (1. listopadu 1832 Pešť – 20. ledna 1905 Opatija) byl uherský šlechtic a politik. Od mládí působil ve státních službách, poté byl dlouholetým poslancem uherského zemského sněmu a později dědičným členem Sněmovny magnátů. Zastával několik funkcí v uherské vládě a nakonec byl v letech 1890–1892 uherským předsedou vlády.

## Životopis

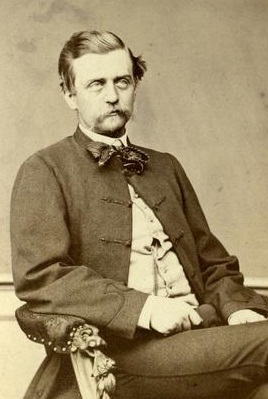
Gyula Szapáry (1867)

Pocházel z významného šlechtického rodu Szapáryů, narodil se jako nejstarší syn dvorního rady hraběte Josefa Szapáryho (1799–1871) a jeho manželky Anny, rozené baronky Orczyové (1810–1879). Vystudoval práva a od mládí působil ve státních službách, mimo jiné byl zástupcem župana v Hevesi. V roce 1861 byl krátce členem uherského sněmu, po několika letech mimo aktivní politiku byl znovu poslancem od roku 1865, později získal dědičné členství ve Sněmovně magnátů.
V roce 1870 byl jmenován státním tajemníkem na ministerstvu dopravy, ve Szlávyho kabinetu zastával funkci ministra vnitra (1873–1875), po dočasném odchodu z vlády byl v roce 1875 jmenován c. k. tajným radou. V letech 1878–1887 byl ministrem financí a v této funkci se mu podařilo konsolidovat veřejné finance. Od dubna do června 1880 provizorně vykonával také kompetence úřadu ministra veřejných prací a dopravy. V letech 1889–1890 byl ministrem zemědělství a v roce 1889 navíc krátce ministrem průmyslu a obchodu. Po rezignaci Kálmána Tiszy převzal jeho kabinet a v březnu 1890 byl jmenován předsedou vlády. Složení kabinetu zůstalo v podstatě stejné s předchozí Tiszovou vládou a Szapáry se mohl opřít o řadu schopných odborníků, ve své vládě byl zároveň znovu ministrem vnitra. V listopadu 1892 odstoupil poté, co se názorově rozešel s Liberální stranou a do roku 1894 žil v soukromí. Později znovu aktivně působil z pozice člena Sněmovny magnátů. V roce 1900 obdržel čestný post vrchního pokladníka Uherského království (Tavernicorum Regalium Magister).
Za zásluhy byl nositelem Řádu železné koruny (1875), v roce 1881 získal Řád zlatého rouna a nakonec obdržel velkokříž Řádu sv. Štěpána (1892).

## Majetkové a rodinné poměry

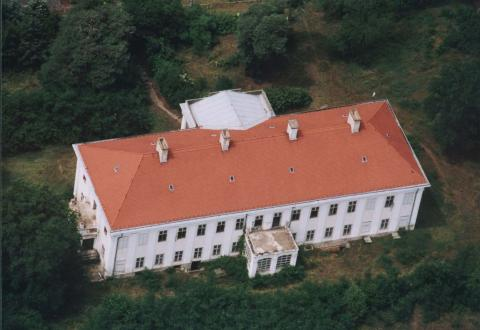
Zámek Nyírabrány

Hlavním rodinným sídlem byl zámek Pusztataskóny, který byl v polovině 20. století zcela moderně přestavěn na bytové domy, v obci je ale dochována rodová hrobka Szapáryů. Julius nechal v letech 1870–1880 postavit menší zámek v Gödu poblíž Budapešti. Dalším sídlem byl zámek Nyírábrány, který Gyulova manželka Karolína získala v roce 1897 od svého bratra hraběte Pavla Festeticse. Zde proběhly stavební úpravy koncem 19. století ve stylu novogotiky.
V Budapešti se v roce 1864 oženil s hraběnkou Karolínou Festeticsovou (1838–1919), c. k. palácovou dámou a dámou Řádu hvězdového kříže. Z jejich manželství se narodilo sedm dětí:
- 1. Jiří August Josef (György Ágost József) (1865–1929), c. k. komoří, poručík, dědičný člen Sněmovny magnátů, vrchní župan v Szolnoku, ∞ 1901 Marie Markovicsová (1881-1946)

- 2. Laurent August Julius (Lörinc Ágost Gyula) (1866–1919), c. k. komoří, diplomat, rakousko-uherský vyslanec v Chile

- 3. Josef Karel Julius (József Károly Gyula) (1867–1927), c. k. tajný rada, komoří, plukovník, dědičný člen Sněmovny magnátů, nejvyšší hofmistr arcivévody Josefa

- 4. František (Ferenc) (1869–1870)

- 5. Amálie (Ilma Anna Karolina) (1872–1947), c. k. palácová dáma, dáma Řádu hvězdového kříže, ∞ 1891 Simon hrabě Révay (1865–1928), c. k. komoří

- 6. Charlotta (Sarolta) (1875–1876)

- 7. Emerika (1878-